# Plotopteridae
Famille
Les Plotopteridae (plotoptéridés en français) forment une famille éteinte d'oiseaux marins inaptes au vol appartenant à l'ordre des Suliformes.
Concernant les oiseaux des genres Morus et Sula, ils montrent une convergence évolutive remarquables avec les Sphenisciformes (manchots), notamment avec les manchots géants désormais disparus. Dans la mesure où ils vivaient dans le Pacifique Nord, à l'autre extrémité du globe par rapport aux manchots, ils furent parfois décrits comme des manchots de l'hémisphère nord, bien qu'ils ne soient pas étroitement apparentés. Des études récentes ont montré que la ceinture scapulaire, l'avant-bras et le sternum des plotoptéridés diffèrent significativement de ceux des manchots, ce qui fait que les comparaisons fondées sur la fonction ne sont pas entièrement correctes.

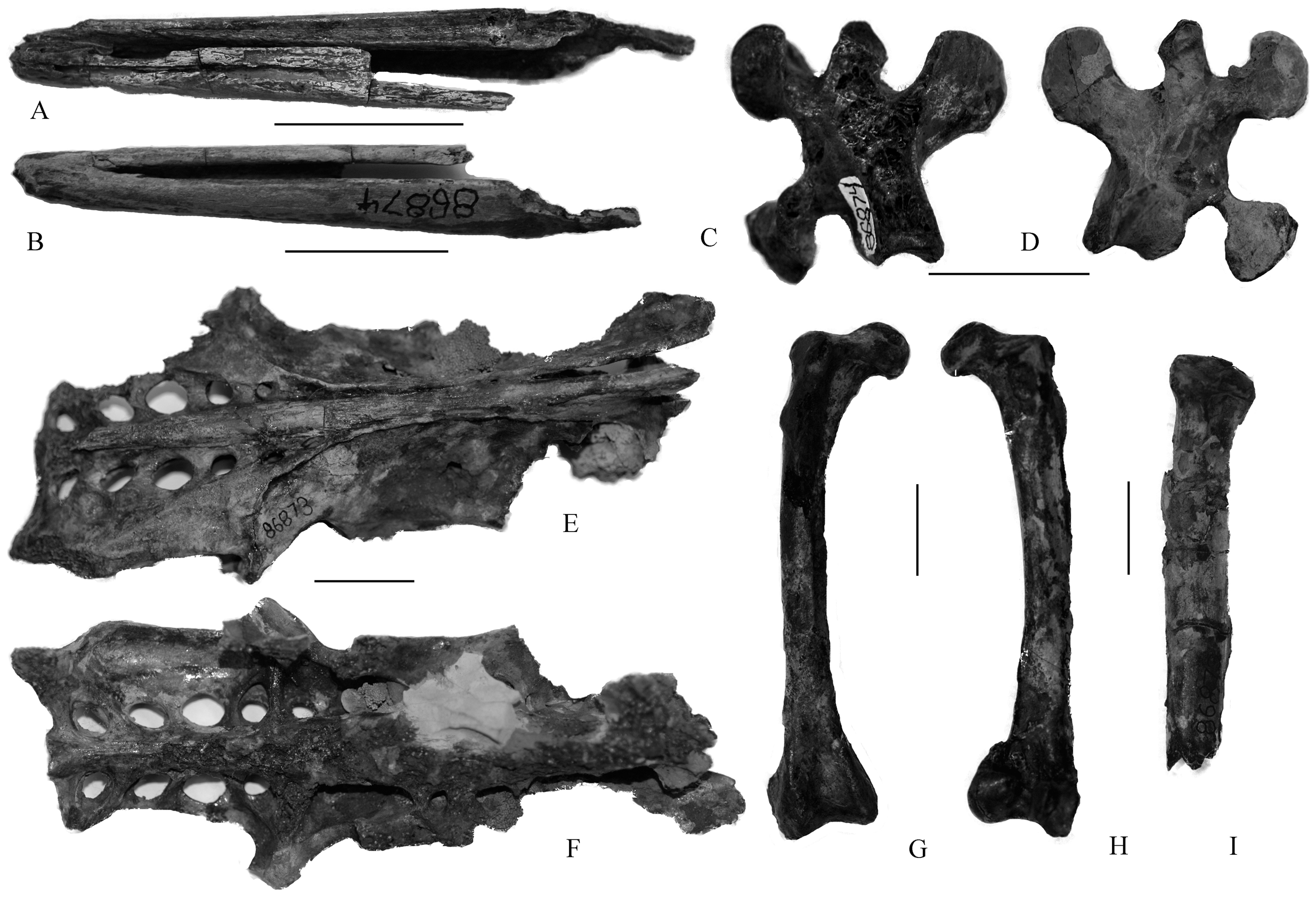
Fossiles de Tonsala hildegardae.

Leurs fossiles ont été trouvés en Californie et dans l'État de Washington aux États-Unis, en Colombie-Britannique au Canada, et au Japon. Ils se situent dans une gamme de taille comparable à celle d'un grand cormoran (tel que le Cormoran de Brandt) jusqu'à deux mètres de long. Ils ont de courtes ailes, destinées à la propulsion sous-marine en plongée (comme les manchots ou le désormais disparu Grand Pingouin), un squelette similaire à celui des oiseaux-serpent et un crâne semblable à celui des Sulidae (Fous).
Les premières espèces connues, Phocavis maritimus vivaient à l'Éocène moyen, mais la plupart des espèces connues vivaient à l'Éocène inférieur et moyen, après quoi elles s'éteignirent. Le fait que l'animal ait disparu au même moment que les manchots géants de l'hémisphère sud et que cela coïncide avec la radiation évolutive des pinnipèdes (phoques...) et des dauphins, laisse à penser que l'expansion des mammifères marins fut responsable de l'extinction des Plotopteridae, quoi que l'hypothèse n'a pas été formellement démontrée.